# Arthur Catteeuw
Arthur Joseph Catteeuw, né à Bissegem le 10 juin 1880 et décédé le 10 juin 1954 à Courtrai fut un homme politique flamand, membre du parti catholique. Il fut propagandiste de la fédération professionnelle du textile.
Il fut employé, conseiller communal (1921) et échevin (1927-32) de Courtrai. Il fut élu député de l'arrondissement de Courtrai (16.11.1919-1932).

## Sources
- 1918-1940: Middenstandsbeweging en beleid in Belgie, Peter Heyman, Univ.Pers, Leuven, 1998
- base bio ODIS